# Restmorfem
Restmorfem är morfem som endast är betydelsebärande i sammansättningar. Detta skiljer dem från vanliga basmorfem (också kallade rotmorfem) som kan stå som självständiga ord, och affix, som har mer generell funktion och betydelse. Exempelvis är förledet "körs-" i ordet "körsbär" ett restmorfem.